# Republika Pińczowska (1944)

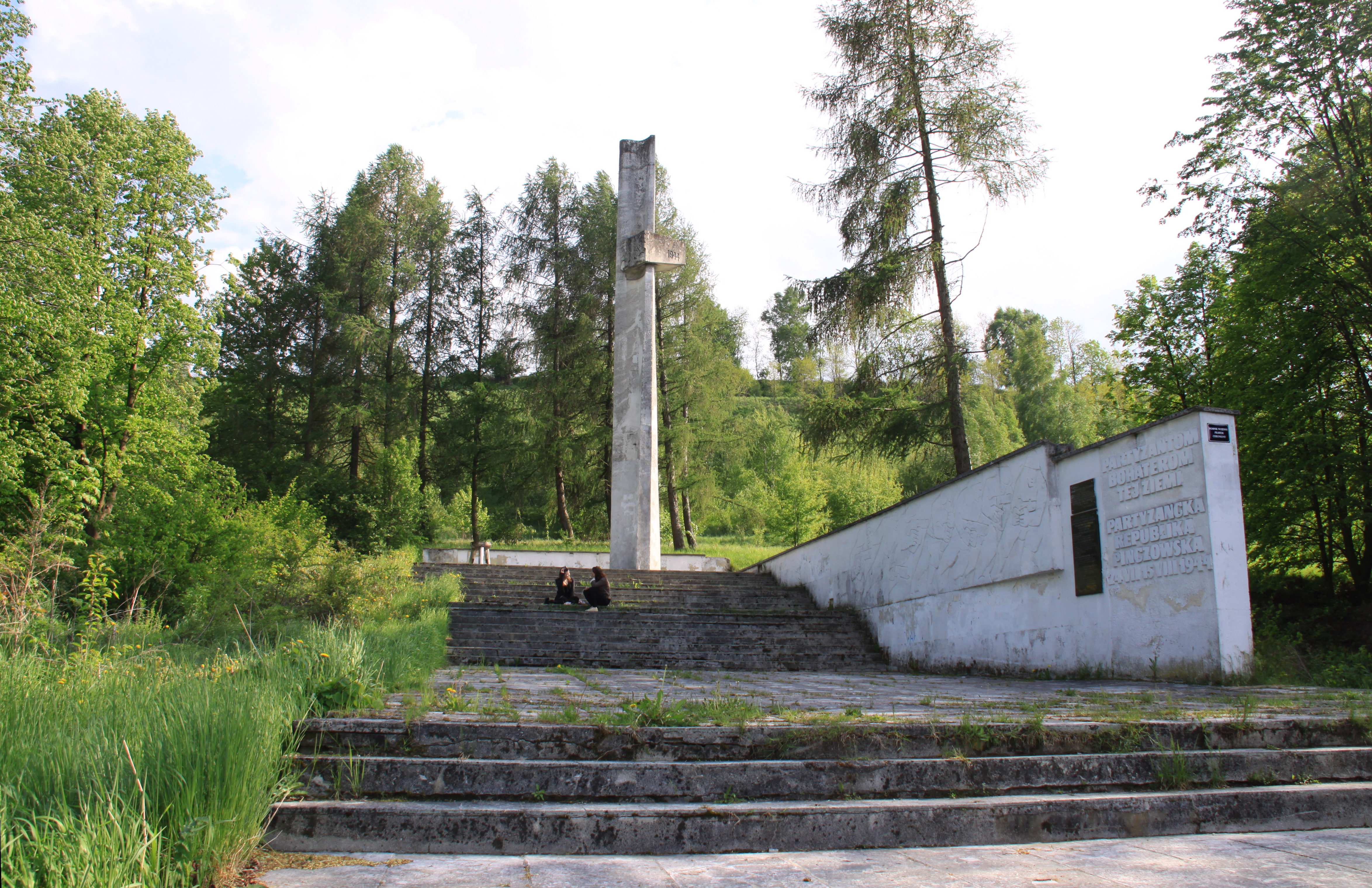
Pomnik bohaterów Republiki Pińczowskiej u podnóża Góry Byczowskiej

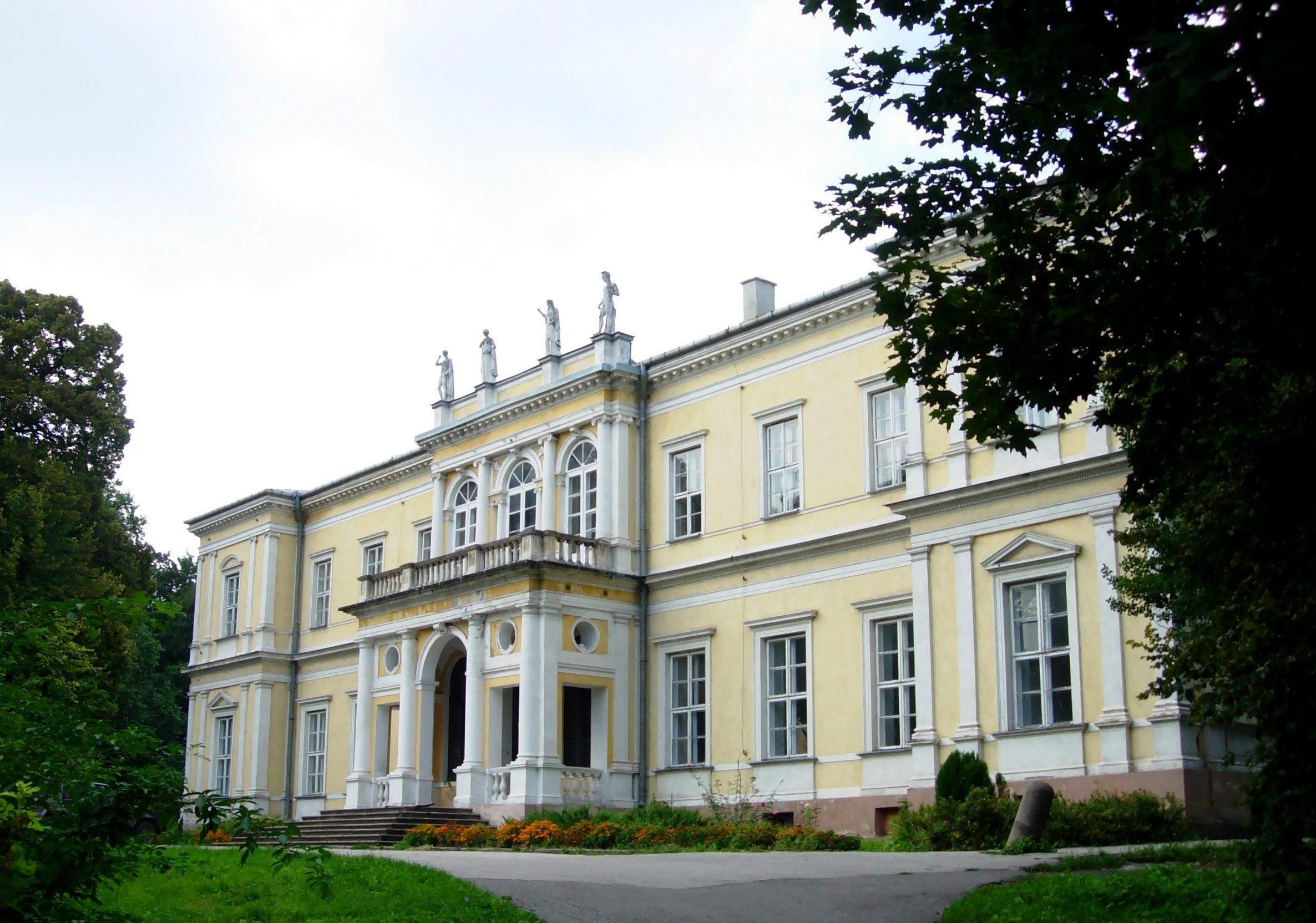
Pałac w Chrobrzu mieszczący w swoich salach m.in. Izbę Pamięci Republiki Pińczowskiej

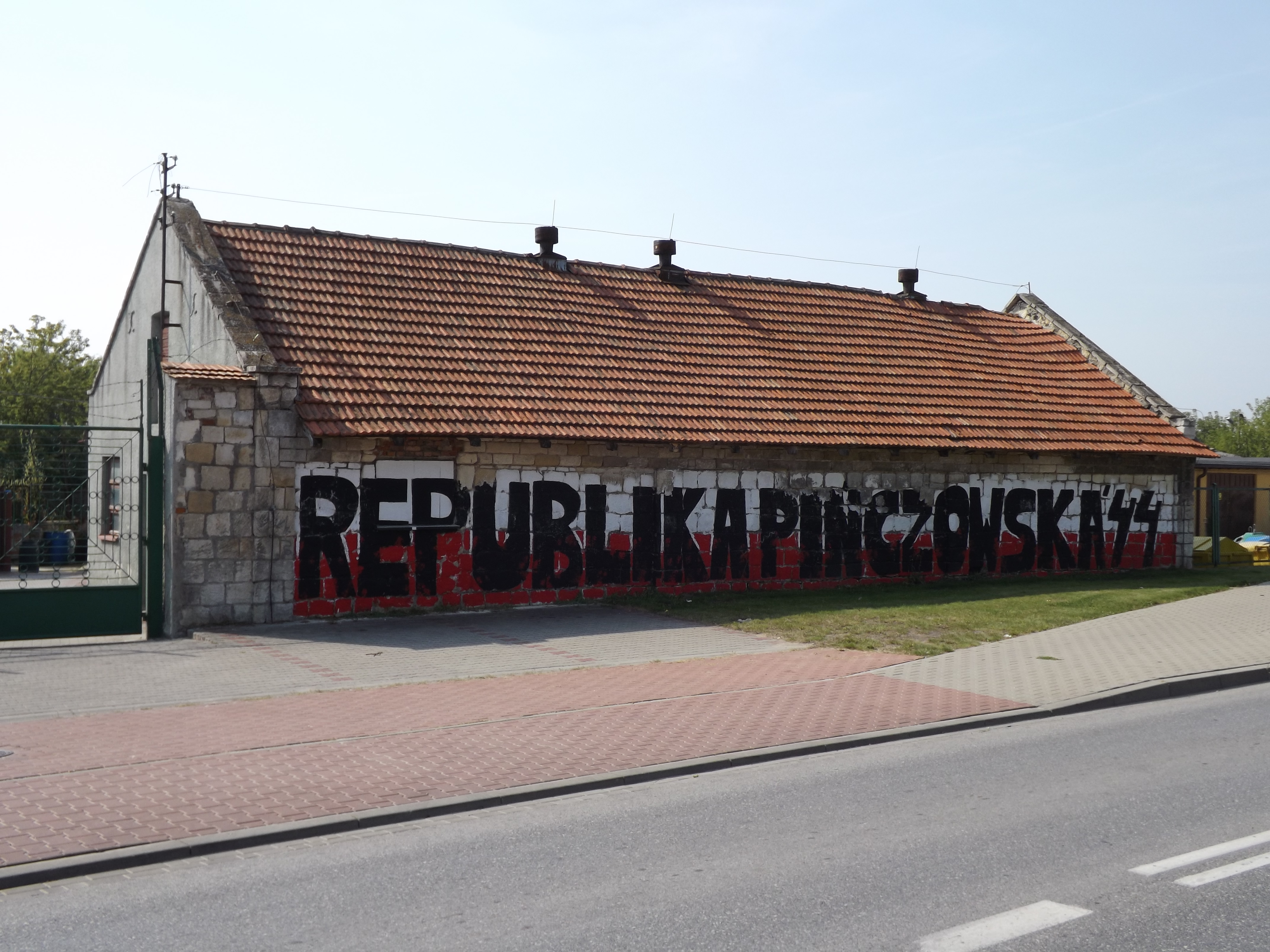
Pińczów. Patriotyczne graffiti poświęcone republice

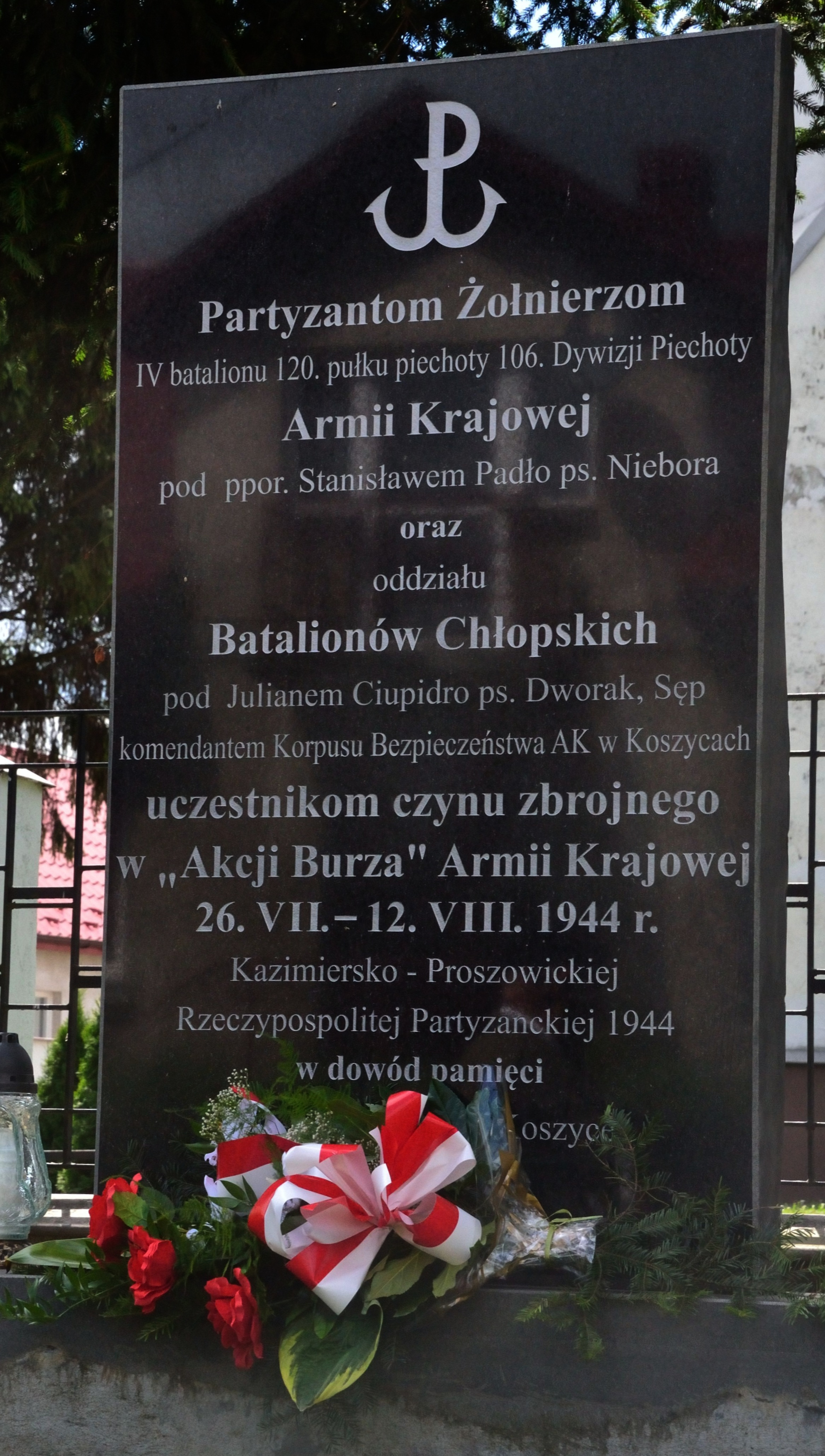
Koszyce – tablica upamiętniająca partyzantów Armii Krajowej i Batalionów Chłopskich uczestniczących w Akcji Burza i obronie Republiki Pińczowskiej

Republika Pińczowska – obszar wyzwolony spod okupacji niemieckiej przez oddziały partyzanckie: Armii Krajowej, Batalionów Chłopskich i Armii Ludowej w wyniku wspólnych działań zbrojnych w okresie 24 lipca–15 sierpnia 1944 roku. Nazwa Republika Pińczowska została zapożyczona od pierwszej Republiki Pińczowskiej istniejącej w 1918 roku i takiej nazwy używała okoliczna ludność, natomiast reżim okupacyjny posługiwał się nazwą: Bandenverseuchtes Gebiet.

## Historia
O słabości reżimu okupacyjnego na Ponidziu świadczyło rozbicie 13 lipca 1944 roku niemieckiego więzienia w Pińczowie przez oddziały Batalionów Chłopskich.
Wspólnym wysiłkiem oddziałów AK, BCh i AL wyzwolony został obszar o powierzchni prawie 1000 km². Na terenie Republiki Pińczowskiej znalazły się miejscowości: Pińczów, Skalbmierz, Kazimierza Wielka, Książ Wielki, Nowe Brzesko, Działoszyce, Janowice, Koszyce, Nowy Korczyn, Proszowice, Sancygniów, Słaboszów i Wiślica skąd przepędzono administracje, policję i wojska hitlerowskie. Był to wynik powszechnego zrywu wolnościowego, który przyjął tam postać lokalnego powstania zbrojnego przeciwko okupantowi. Udział w nim wzięły wszystkie działające tam organizacje polskie - poza NSZ. Istniejące tam oddziały AL, AK, i BCh, podległe kieleckim i krakowskim władzom tych organizacji, udzieliły wydatnej pomocy jednostkom 1 Frontu Ukraińskiego w przeprawieniu się na lewy brzeg Wisły.
Pierwszymi akcjami partyzanckimi zmierzającymi do wyzwolenia terenu powiatu pińczowskiego spod okupacji niemieckiej było rozbrojenie posterunków niemieckich w Racławicach, a następnie w Nowym Korczynie i Działoszycach. W tym czasie miała też miejsce zwycięska potyczka oddziału AK „Grom” wspieranego przez oddziały BCh i AL stoczona z oddziałem Wehrmachtu pod wsią Sielec. Oddział specjalny BCh pod dowództwem Franciszka Kozery ps. „Karp” 26 lipca 1944 przeprowadził akcję na posterunek policji w Kocmyrzowie. Dokonał też udanego ataku na posterunek w Luborzycy, w Koszycach rozbroił załogę niemiecką, prowadzącą budowę lotniska. 27 lipca 1944 został zlikwidowany ostatni punkt oporu niemieckiego w Kazimierzy Wielkiej w sile ponad 30 ludzi, głównie składający się z ukraińskich faszystów.
27 lipca pluton z Kompanii Szturmowej „Dominika”, dowodzony przez Stanisława Gasa, dokonał skutecznej zasadzki w Czechach niedaleko Proszowic na oddział żandarmerii niemieckiej przemieszczającej się drogą w kierunku Słomnik.
28 lipca Kompania Szturmowa „Dominika” wchodząca w skład 106 Dywizji Piechoty wyzwoliła Proszowice z rąk okupanta. Oddziałem dowodził Jerzy Biechoński.
5 sierpnia oddziały Armii Krajowej, Batalionów Chłopskich i Armii Ludowej stoczyły krwawą bitwę o Skalbmierz przeciwko siłom niemiecko-ukraińskim, które po zdobyciu miasta, dokonały jego pacyfikacji i zamordowały 64 osoby.
8 sierpnia rozbito posterunek żandarmerii niemieckiej w Działoszycach. Dowódcą tej akcji był kapitan Walery Zarod ps. „Prądzyński”, a uczestniczyli w niej żołnierze BCh (Józef Kowenzowski ps. „Wierzba”, Józef Kula ps. „Felek”, Genowefa Pilniakowska ps. „Biedronka”, Piotr Grontkowski ps. „Wywiadowca”, Stanisław Skowron ps. „Słowik”, „Społem”, Mieczysław Chmielarski, Julian Sęsoła).
Władzę w Republice Pińczowskiej sprawowali: utworzona w Grabach Pińczowska Konspiracyjna Powiatowa Rada Narodowa na czele z Franciszkiem Kucybałą „Starym Frankiem”, reprezentującym PPR i AL oraz Piotrem Soją „Koniczyną”, działaczem ROCH i BCh w rejonie Nowego Korczyna i Wiślicy a także Józef Dąbkowski delegat powiatowy rządu RP na uchodźstwie wraz z komendantem Obwodu Pińczów AK. Józef Morton został komisarzem do spraw majątków obszarniczych, Edward Wojtasik do spraw reformy rolnej a Marian Dawkant do spraw kolejnictwa i dróg. Z oddziałów AL i współpracującego z nimi oddziału Józefa Maślanki sformowano 1 Brygadę Armii Ludowej Ziemi Krakowskiej im. Bartosza Głowackiego.
Ze względu na bliskość przyczółka baranowsko-sandomierskiego i frontu wschodniego oraz militarne znaczenie dróg przechodzących przez Republikę, Niemcy podjęli działania zaczepne zmierzające do jej likwidacji.
Skutkiem koncentracji Wehrmachtu i braku możliwości połączenia z przyczółkami Armii Czerwonej, oddziały partyzanckie zostały zdemobilizowane i wróciły do konspiracji, natomiast 1 Brygada Armii Ludowej po potyczce pod wsią Baranów, 14 sierpnia 1944 przebiła się przez front niemiecko-radziecki na przyczółek baranowsko-sandomierski, jednak część żołnierzy brygady została na tym terenie, tworząc nowe jednostki AL dalej w konspiracji.

## Upamiętnienie
Zbiór pamiątek po Republice Pińczowskiej eksponowany jest w pałacu Wielopolskich w Chrobrzu.
W miejscowości Byczów znajduje się pomnik poświęcony obrońcom Republiki Pińczowskiej, na którym umieszczono napis: Partyzantom bohaterom tej ziemi. Partyzancka Republika Pińczowska 24 VII-15 VIII 1944, natomiast w Pińczowie i Mławie znajdują się ulice imienia Republiki Pińczowskiej.
Ponadto w Proszowicach na kościele parafialnym znajduje się tablica pamiątkowa wspominająca wydarzenia tamtych dni oraz co roku odbywa się marsz pamięci dla uczczenia tego wydarzenia.